# Audi Field
L'Audi Field è uno stadio di calcio situato a Washington, negli Stati Uniti d'America. È stato inaugurato nel 2018 ed ospita gli incontri del D.C. United.

## Storia
È stato inaugurato ufficialmente il 9 luglio 2018, con la cerimonia del taglio del nastro. Cinque giorni più tardi si è giocato il match inaugurale fra i proprietari del D.C. United ed il Vancouver Whitecaps, terminato 3-1 per i padroni di casa.